# Klaus Jürgen Bade
Klaus Jürgen Bade (Sierentz, 14 maggio 1944) è uno storico e professore universitario tedesco.
È professore emerito di Storia moderna presso il Dipartimento di Scienze culturali e della Terra dell'Università di Osnabrück. I suoi interessi di ricerca si concentrano sulla storia coloniale, sulla ricerca storica inerente il mercato del lavoro e le migrazioni, nonché sul monitoraggio critico delle politiche.

## Biografia
Klaus J. Bade ha studiato storia, germanistica, scienze politiche e sociali e nel 1972 ha conseguito il dottorato presso l'Università Friedrich-Alexander di Erlangen-Norimberga (FAU). Dal 1972 al 1979 è stato assistente di ricerca di storia moderna (di Walther Peter Fuchs e Michael Stürmer) e dal 1977 al 1978 borsista della Fondazione tedesca per la ricerca (DFG). Ha conseguito l'abilitazione all'insegnamento universitario nel 1979, specializzandosi in storia moderna e contemporanea. In seguito, ha lavorato come docente privato e consulente accademico senior.
Dopo aver sostituito il titolare della cattedra di Storia moderna e contemporanea (Josef Becker) all'Università di Augusta nell'anno accademico 1980/81, ha insegnato come professore alla FAU di Erlangen-Norimberga.
Nel 1982 ha ottenuto la cattedra di Storia moderna all'Università di Osnabrück. Non ha accettato la nomina alla cattedra di Storia economica e sociale come successore di Hermann Kellenbenz presso la Facoltà di Economia e Scienze sociali della FAU di Norimberga, annunciata nello stesso periodo. Nel 1993 ha rifiutato una nomina all'Università di Friburgo come successore di Heinrich August Winkler). L'ampia offerta di soggiorno da parte del governo statale della Bassa Sassonia ha garantito la creazione e l'espansione dell'Istituto di Osnabrück per la ricerca sulle migrazioni e gli studi interculturali (IMIS) avviato da Bade.
Bade ha diretto diversi progetti di ricerca nazionali e internazionali sulla migrazione e l'integrazione nel passato e nel presente, pubblicando numerosi libri, articoli e contributi per i media e ricevendo diversi riconoscimenti per il suo impegno nella ricerca e nel sostegno alle politiche critiche. Ha supervisionato molte tesi di laurea e diverse tesi di post-dottorato. Il suo più importante allievo accademico è lo storico delle migrazioni Jochen Oltmer.
Bade è stato attivo principalmente come storico nei suoi principali settori di lavoro, ma anche come organizzatore scientifico, pubblicista politico, consulente politico e strategico, concentrandosi sulla storia coloniale (oggetto della sua dissertazione), sulla migrazione storica e sulla ricerca sul mercato del lavoro (oggetto della sua tesi di abilitazione nel 1979) e sulla ricerca sulla migrazione applicata e nell'età contemporanea. Bade ha ottenuto lo status di emerito nel 2007 e ora vive con la moglie, la storica e consulente culturale Susanne C. Meyer, a Berlino e in un villaggio del Meclemburgo-Pomerania occidentale, dove ha allestito uno studio-laboratorio nell'aula della vecchia scuola del villaggio.

## Attività e impegno scientifico
Dal punto di vista accademico, Bade è considerato il fondatore della moderna ricerca storico-sociale sulle migrazioni in Germania. Già negli anni Settanta ha presentato un concetto storiografico programmatico legato a postulati specifici. Secondo questo concetto, la migrazione come fenomeno storico, potenziale e problema non deve essere vista e analizzata in modo isolato, ma nel contesto dello sviluppo della popolazione e dell'economia, della cultura, della società e dello Stato nelle aree di destinazione e in quelle di origine.
Fin dagli anni Ottanta si è impegnato a rendere più visibili in politica e nella sfera pubblica i risultati della ricerca accademica sulla migrazione e l'integrazione, contribuendo così all'oggettivazione dei dibattiti pubblici e politici. Le sue iniziative in questo contesto vanno dalla prima conferenza trasversale avarie epoche, interdisciplinare e internazionale sulle migrazioni tenutasi in Germania nel 1982 alla sua Storia delle migrazioni europee, pubblicata in diverse lingue a partire dal 2000, fino all'Enzyklopädie Migration in Europa del 2007.
Molti luoghi popolari derivano dai suoi scritti pubblici, come "Homo migrans", "l'integrazione non è una strada a senso unico", "l'integrazione in Germania è migliore della sua reputazione nel Paese" e la nozione di integrazione come "partecipazione misurabile nelle aree centrali della vita sociale" proposta insieme a Michael Bommes.
In questo senso, Bade ha chiesto di intendere la politica migratoria e di integrazione come "aree centrali della politica sociale". Alla luce del perdurante "rifiuto difensivo della conoscenza" della politica rispetto a questo mandato d'azione, il ricercatore apartitico sulle migrazioni ha messo in guardia fin dall'inizio degli anni '80 dalle conseguenze politiche e sociali della mancanza di volontà di plasmare la politica, compresi i possibili danni alla democrazia parlamentare attraverso una radicalizzazione che si diffonde dai margini al centro. Per quanto riguarda le attività di politica migratoria, di asilo e di integrazione iniziate più tardi, ha messo in guardia dal rischio del contraccolpo nell'opinione pubblica dovuto alle aspettative populisticamente esagerate e poi deluse di trovare una soluzione apparentemente globale del problema migratorio per legge.
Dagli anni '80, Bade ha cercato di promuovere la cooperazione tra scienza e prassi, nel senso di una ricerca applicata alla migrazione per quanto riguarda i campi di osservazione e i compiti di progettazione dei flussi, della fuga e dell'integrazione. Il suo concetto operativo di "doppio dialogo" è stato innovativo: da un lato, nella comunicazione interdisciplinare tra esperti di ricerca e, dall'altro, tra questi esperti e quelli di vari settori della prassi decisionale e della politica. In questo ambito, è stato coinvolto come scienziato, giornalista politico, consulente politico critico nei media e come esperto e consulente strategico di politici, autorità e associazioni a livello federale e statale.
A livello federale, dopo la fine del secolo, ciò si è applicato, ad esempio, al suo sostegno accademico e giornalistico per la creazione dell'Ufficio federale per la migrazione e i rifugiati (BAMF), di cui è stato membro del comitato scientifico consultivo fin dall'inizio e che, secondo il suo concetto di fondazione, avrebbe dovuto chiamarsi "Ufficio federale per la migrazione e l'integrazione" e coordinarsi con un "Ufficio federale per la ricerca sulla migrazione e l'integrazione". A livello statale, ad esempio, questo vale per il suo coinvolgimento nel Consiglio consultivo per l'integrazione del ministro della NRW Armin Laschet nel suo dipartimento interdisciplinare, che si occupa in particolare di questioni relative all'integrazione. A livello associativo, questo vale, ad esempio, per i suoi quasi vent'anni di appartenenza al comitato consultivo della Otto Benecke Stiftung e. V. (Fondazione Otto Benecke), da lui stesso ideata, e a livello di ONG, in particolare per il suo impegno nel salvataggio dei rifugiati naufragati nel Mediterraneo come membro dell'organizzazione privata di salvataggio SOS Méditerranée, associazione europea di ricerca e salvataggio marittimo nel Mediterraneo.
L'unione di ricerca e consulenza politica nel senso della ricerca applicata sulle migrazioni è stata oggetto di numerose iniziative organizzative lanciate da Bade. Il suo obiettivo era quello di rafforzare la ricerca mediante una migliore organizzazione e di posizionarne i risultati in modo più chiaro e impegnativo per quanto riguarda il processo politico.
Dall'IMIS di Osnabrück, Bade ha avviato e co-fondato numerose organizzazioni e società per la ricerca e la consulenza nel campo della migrazione e dell'integrazione. Tra queste, il Consiglio interdisciplinare per le migrazioni (RfM) e la Società nazionale per la ricerca storica sulle migrazioni (GHM). Nel campo più ristretto della consulenza politica, Bade è stato vicepresidente del Consiglio di esperti per la migrazione e l'integrazione del governo federale (Consiglio per l'immigrazione) e, fino al 2012, presidente fondatore del Consiglio di esperti delle fondazioni tedesche per l'integrazione e la migrazione (SVR) a Berlino, da lui stesso ideato. In linea con il suo concetto di sostegno critico alla politica attraverso i media, l'SVR è stato originariamente concepito da Bade come una rappresentanza scientifica di alto livello nei confronti della politica. Dopo la sua partenza nel 2012, il sempre difficile equilibrio tra critica scientifica ed "equilibrio" politico all'SVR si è spostato più a favore di quest'ultimo.
Lo stesso Bade, d'altra parte, dopo aver lasciato l'SVR, è diventato ancora più pubblicamente critico nei confronti della politica migratoria europea e tedesca e del ruolo dei media in relazione a questi problemi e aree di conflitto. Suscitarono particolare scalpore i suoi contributi incisivi al dibattito di Sarrazin e le sue critiche alla politica unilaterale di difesa dei rifugiati in Germania e in Europa.
Bade si è ritirato dal dibattito pubblico e politico nel 2017/18 con i suoi ultimi due libri, anch'essi di carattere autobiografico. Ha inteso questo, expressis verbis, anche come un contributo al ricambio generazionale nell'impegno per la ricerca sulla migrazione, il sostegno politico critico e la consulenza politica scientificamente fondata sui temi dei flussi, fuga, asilo e integrazioni che lui, insieme a un ristretto novero di altri accademici, aveva promosso fin dall'inizio.

## Premi e onorificenze
- 2018: Membro onorario della Fondazione Otto Benecke e. V.;
- 2016: Membro onorario del Consiglio nazionale per la migrazione;
- 2008: Premio d'onore della Comunità turca in Germania per l'impegno accademico e pratico nella migrazione e nell'integrazione;
- 2007: Croce federale al merito di prima classe;
- 2006: Premio annuale della Fondazione Helga e Edzard Reuter;
- 2004/05: Medaglia Justus Möser della città di Osnabrück;
- 2002: Premio Philip Morris per la ricerca.

## Fellowship/professore ospite
- Istituto di studi avanzati dell'Accademia olandese delle scienze (NIAS) nel 1996/97 e nel 2002/03;
- 2000/2001: Wissenschaftskolleg zu Berlin;
- 1985: St Antony's College, Università di Oxford;
- 1976/77: Centro di studi europei, Università di Harvard.

## Membro/consulente di comitati
- Centro per i conflitti interculturali e l'integrazione sociale (AKI) presso il Centro di ricerca per le scienze sociali (WZB), gruppo direttivo, 2003-2007;
- Gruppo di lavoro per la storia economica e sociale della commissione storica per la Bassa Sassonia e Brema;
- Consiglio consultivo per l'integrazione dello Stato della Renania Settentrionale-Vestfalia (2006-2010);
- Alleanza per la democrazia e la tolleranza dei Ministeri federali dell'Interno e della Giustizia, Consiglio consultivo (2004-2008);
- Ufficio federale per la migrazione e i rifugiati (BAMF), Centro di ricerca, Consiglio scientifico consultivo (2005-2019);
- Istituto federale per la ricerca demografica (BIB) presso l'Ufficio federale di statistica, Consiglio di amministrazione (2002-2007);
- Centro tedesco per l'emigrazione di Bremerhaven (DAH), Consiglio di fondazione (2005-2008);
- EKD, Commissione per le questioni degli stranieri e delle minoranze etniche (1993-1997);
- EKD, Camera per la migrazione e l'integrazione (2013-2016);
- Fondazione Hertie senza scopo di lucro, Programma START, Consiglio di amministrazione (2002-2017);
- Gruppo di lavoro ecclesiastico congiunto sull'area problematica dell'asilo - rifugiati - migrazione (1995-1997);
- Fondazione tedesco-israeliana, consulente scientifico (1993-2008);
- Società per la ricerca storica sulle migrazioni (GHM): Iniziatore/cofondatore e presidente fondatore (1996);
- Istituto per la ricerca sulle migrazioni e gli studi interculturali (IMIS) dell'Università di Osnabrück: iniziatore/co-fondatore e presidente fondatore (1991-1997), direttore 2002-2005;
- Consiglio consultivo per l'integrazione del governo federale (2011-2017);
- Vertice sull'integrazione del governo federale (2006-2014);
- Società internazionale per lo studio del problema mondiale dei rifugiati (1993-2008);
- Conferenza sull'Islam del governo federale, gruppo di lavoro 1: questioni fondamentali (2006/07);
- Centro statale per l'immigrazione della Renania Settentrionale-Vestfalia, comitato consultivo (2000-2005);
- Parlamento della Bassa Sassonia, Commissione per la migrazione e la partecipazione (2014-2017);
- Otto Benecke Stiftung e. V. (OBS), Consiglio consultivo (1999-2017);
- Commissione di esperti per il sesto rapporto sulla famiglia ("Famiglie di origine straniera in Germania") del governo federale, 1996-1999;
- Consiglio di esperti del governo federale per l'immigrazione e l'integrazione (Consiglio per l'immigrazione): Vicepresidente (2004-2005);
- Consiglio di esperti delle fondazioni tedesche per l'integrazione e la migrazione (SVR): ideatore del concetto e presidente fondatore (2008-2012);
- Consiglio per la migrazione (RfM): Iniziatore/cofondatore, membro del consiglio di fondazione/consiglio di amministrazione;
- Sezione Migrazione ed Etnia dell'Associazione Sociologica Tedesca (DGS);
- Commissione indipendente sull'immigrazione (UKZu) del governo federale, esperto (2000/01)
- Associazione degli storici in Germania;
- Fondazione Volkswagen, presidente del comitato consultivo scientifico delle aree di ricerca "L'estero e il sé" e "La costruzione dell'estero" (1993-2001); membro del consiglio di amministrazione (2002-2012);
- Comitato di consulenza scientifica per diverse mostre storiche, tra cui "Von Fremden zu Frankfurtern" (Museo storico di Francoforte sul Meno, 2003/04); "Rimani qui: immigrazione e integrazione in Bassa Sassonia dalla seconda guerra mondiale" (Centro statale per la formazione politica della Bassa Sassonia, Hannover, 2000-2002); "Migrazione e integrazione" (Museo storico tedesco di Berlino, 2004/05); Centro tedesco per l'emigrazione di Bremerhaven.

## Scritti (selezione)

### Come autore
- Historische Migrationsforschung. Eine autobiografische Perspektive (= Historical Social Research (HSR). Supplement 30), GESIS – Leibniz-Institut für Sozialwissenschaften, Köln 2018, online.
- Migration – Flucht – Integration. Kritische Politikbegleitung von der „Gastarbeiterfrage“ bis zur „Flüchtlingskrise“. Erinnerungen und Beiträge, Von Loeper Literaturverlag, Karlsruhe 2017.[17]
- Von Unworten zu Untaten. Kulturängste, Populismus und politische Feindbilder in der deutschen Migrations- und Asyldiskussion zwischen „Gastarbeiterfrage“ und „Flüchtlingskrise“. In: IMIS-Beiträge, 48/2016, S. 35–171.[16]
- Kritik und Gewalt. Sarrazin-Debatte, „Islamkritik“ und Terror in der Einwanderungsgesellschaft. Wochenschau-Verlag, Schwalbach am Taunus 2013.
- (zus. m. Jochen Oltmer): Normalfall Migration. Deutschland im 20. und frühen 21. Jahrhundert, Bundeszentrale für politische Bildung, Bonn 2004.
- Sozialhistorische Migrationsforschung. Gesammelte Aufsätze, hrsg. v. Michael Bommes, Jochen Oltmer (= Studien zur Historischen Migrationsforschung, Bd. 13), V&R unipress, Göttingen 2004.
- Europa in Bewegung. Migration vom späten 18. Jahrhundert bis zur Gegenwart (= Europa bauen), C.H. Beck, München 2000. ital. Ausg.: Rom/Bari: Editori Laterza 2001; franz. Ausg.: Paris: Éditions du Seuil 2002; span. Ausg.: Barcelona: Critica 2003; engl. Ausg.: Oxford: Blackwell 2003.
- Ausländer – Aussiedler – Asyl. Eine Bestandsaufnahme, C.H. Beck (= Beck’sche Reihe), München 1994.
- Vom Auswanderungsland zum Einwanderungsland? Deutschland 1880–1980. Colloquium, Berlin 1983.
- Transnationale Migration und Arbeitsmarkt (Habilitationsschrift, Universität Erlangen 1979), 950 Ms.; Internet-Ausgabe 2005 mit neuem Vorwort u. d. Titel: Land oder Arbeit? Transnationale und interne Migration im deutschen Nordosten vor dem Ersten Weltkrieg.
- Friedrich Fabri und der Imperialismus in der Bismarckzeit. Revolution – Depression – Expansion, Atlantis, Freiburg im Breisgau 1975.[6]

### Come curatore
- Begründer und Herausgeber/Mitherausgeber (bis 2013) der Studien zur Historischen Migrationsforschung (SHM), Verlag Ferdinand Schöningh.
- Begründer und Herausgeber/Mitherausgeber (bis 2007) der Schriften des Instituts für Migrationsforschung und Interkulturelle Studien (IMIS-Schriften) und der Beiträge des Instituts für Migrationsforschung und Interkulturelle Studien (IMIS-Beiträge).
- Migration – Ethnizität – Konflikt. Systemfragen und Fallstudien, Universitätsverlag Rasch, Osnabrück 1996.
- Die multikulturelle Herausforderung. Menschen über Grenzen – Grenzen über Menschen, C.H. Beck, München 1996.
- Das Manifest der 60. Deutschland und die Einwanderung, C.H. Beck, München 1994.
- Deutsche im Ausland – Fremde in Deutschland. Migration in Geschichte und Gegenwart, C.H. Beck, München 1992.
- Population, Labour and Migration in 19th and 20th Century Germany (= German Historical Perspectives, Bd. 1), Berg Publishers Ltd., Leamington Spa/Hamburg/New York 1987.
- Auswanderer – Wanderarbeiter – Gastarbeiter. Bevölkerung, Arbeitsmarkt und Wanderung in Deutschland seit der Mitte des 19. Jahrhunderts. Scripta Mercaturae, Ostfildern 1984.
- Imperialismus und Kolonialmission. Kaiserliches Deutschland und koloniales Imperium 1884–1914/18, Franz Steiner-Verlag, Wiesbaden 1982.
- come co-curatore: Jahresgutachten mit Integrationsbarometer des Sachverständigenrates deutscher Stiftungen für Integration und Migration (SVR), Berlin 2012, 2011, 2010.
- come co-curatore: Enzyklopädie Migration in Europa vom 17. Jahrhundert bis zur Gegenwart. 3. Auflage (dte. Ausgabe) Wilhelm Fink/Ferdinand Schöningh, Paderborn/München/Wien/Zürich 2010. Engl. Ausg. Cambridge UP 2011.
- come co-curatore: Nachholende Integrationspolitik und Gestaltungsperspektiven der Integrationspraxis, V&R unipress, Göttingen 2007.
- come co-curatore: Jahresgutachten des Sachverständigenrates für Zuwanderung und Integration (Zuwanderungsrat) der Bundesregierung, Berlin 2004.
- come co-curatore: Migrationsreport. Fakten – Analysen – Perspektiven (Rat für Migration), Campus, Frankfurt a. M./New York 2000, 2002, 2004.
- come co-curatore: Familien ausländischer Herkunft in Deutschland. Sechster Familienbericht i. A. des Bundesministeriums für Familie, Senioren, Frauen und Jugend, Bonn 2000.
- come co-curatore: Migration Past – Migration Future. Germany and the United States (American Academy of Arts and Sciences), Berghahn Books, Providence RI 1997.
- come co-curatore: Europa und die Dritte Welt. Kolonialismus – Gegenwartsprobleme – Zukunftsperspektiven, Metzler Schulbuchverlag, Stuttgart 1992.